# ADGZ
ADGZ là tên một loại xe bọc giáp do quân đội Áo sản xuất và phục vụ trong thế chiến II.Nó được thiết kế vào năm 1934 và bắt đầu chuyển đi từ năm 1935-năm 1937.

## Lịch sử hoạt động
Quân đội Áo sử dụng ADGZ trong thời điểm Anschluss(phân chia ranh giới giữa Đức và Áo).Quân đội sử dụng 12 chiếc và cảnh sát sử dụng 15 chiếc.Quân đội Đức sử dụng ADGZ cho những công việc dẹp bạo loạn trong những nước thuộc địa, một số được giao cho quân đội SS;ngoài ra chúng còn được sử dụng tại mặt trận phía Đông cụ thể là tại Balkans.
Quân SS đặt hàng khoảng 25 chiếc ADGZ và được chuyển đến vào năm 1942.Một điểm đặc biệt trong các chi tiết thiết kế là ADGZ không có định nghĩa "đằng sau xe", có nghĩa là xe vẫn có thể di chuyển được từ hai đầu(từ đằng trước và sau).
Quân đội SS Heimwehr Danzig sử dụng ADGZ trong cuộc tấn công Ba Lan vào ngày 1/9/1939.